# Сосновый (Иркутская область)
Сосновый — посёлок в Братском районе Иркутской области России. Входит в состав Покоснинского сельского поселения. Находится к востоку от реки Бада, севернее залива Бада Братского водохранилища, примерно в 65 км к юго-юго-западу (SSW) от районного центра, города Братска.

## Население
По данным Всероссийской переписи, в 2010 году численность населения посёлка составляла 294 человек (132 мужчины и 162 женщины).

## Улицы
Уличная сеть посёлка состоит из 4 улиц.